# 두자하오
두자하오(두가호, 중국어 간체자: 杜家毫, 1955년 7월 ~ )은 중화인민공화국의 정치인이다. 현재 후난성 당위원회 서기이다.

## 생애
상하이 시에서 태어났지만 그의 조상은 저장성 인현 출신이다. 1973년 중국 공산당에 입당했다. 화둥 사범대학을 졸업하고 중국공산당 중앙당교에서 경제학과 정치학을 공부했다. 중국공산당 제15기와 16기, 17기 인민대표대회 대표와 제18기 중앙후보위원, 제19기 중앙위원으로 선출되었다. 현재 후난성 성위원회 서기와 후난성 인민대표대회 상임위원회 주임을 맡고 있다.